# Лебедин
Лебеди́н (укр. Лебедин) — город в Сумской области Украины. Входит в Сумский район и образует Лебединскую городскую общину. До 2020 года был городом областного значения и составлял Лебединский городской совет (в который входили также сёла Кудановка, Алексенково и Токари), помимо этого, до 2020 года являлся административным центром упразднённого Лебединского района.

## Географическое положение
Город Лебедин находится на берегу реки Ольшанка, которая через 7 км впадает в реку Псёл, выше по течению на расстоянии в 4,5 км расположено село Алексенково, ниже по течению на расстоянии в 5 км расположено село Барабашовка (Лебединский район). На реке несколько запруд.
На окраине города расположено большое озеро Лебединское. К городу примыкает лесной массив (сосна).
Через город проходят автомобильные дороги Т-1906, Т-1909 и Т-1913.

## История

### 1653—1917
Лебедин был основан в 1653 году как опорный пункт Белгородской укреплённой линии на реке Ольшанке, первоначально представлявший собой острог с 12 деревянными башнями, при котором в 1654 году возникло поселение.
В ходе Северной войны в 1708—1709 гг. в Лебедине находилась штаб-квартира русских войск (в это же время здесь был проведён суд и казнь казаков, вместе с гетманом И. Мазепой перешедших на сторону шведских войск Карла XII).
В 1748 году здесь была построена Вознесенская церковь (памятник деревянной архитектуры).
21 сентября 1781 года был утверждён герб Лебедина. В дальнейшем, Лебедин являлся центром Лебединского уезда Харьковского наместничества (с 1796 года — Харьковской губернии).
В 1817 году в городе расквартирован Нежинский конно-егерский полк. В середине XIX века были построены торговые ряды.
В 1890е годы от железнодорожной линии Сумы—Люботин к городу была проложена одноколейная ветка железной дороги с конечной железнодорожной станцией, построенной в 1895 году (в дальнейшем — железнодорожная станция Лебединская Южной железной дороги).
В начале XX века в городе были построены новое здание городской управы, Николаевская церковь и школа.
Во время революции 1905 года в городе и уезде имели место крестьянские волнения, 18—19 июня (1—2 июля) 1906 года в Лебедине прошли митинги, после завершения которых 19 июня 1906 крестьяне направились в экономию местного помещика с требованием повышения поденной платы. 23 июня 1906 года в село прибыл полуэскадрон драгун, несколько крестьян были арестованы и избиты солдатами, после чего в Лебедине начались вооруженные столкновения между крестьянами и солдатами. Волнения были подавлены полицией и солдатами, несколько крестьян были повешены, а 40 человек приговорены к тюремному заключению.
С августа 1917 года в городе началось издание ежедневной газеты «Лебединский вестник», с 1 апреля 1917  — общественно-политической газеты «Лебединские известия».

### 1918—1991
В ноябре 1917 года в городе была установлена Советская власть, но весной 1918 город был занят наступавшими австро-германскими войсками, которые оставались здесь до ноября 1918 года.
В ходе гражданской войны власть в городе неоднократно менялась.
В июне 1918 в городе было открыто отделение общества «Просвита», при котором действовали литературно-научная, библиотечная и музыкально-драматическая секции.
Для организации подпольной работы в условиях оккупации в Лебедин была направлена организаторская группа коммунистов. В январе 1919 года здесь начал работу военревком, в уезде началась организация местных Советов.
1 декабря 1919 года в город вступили части 2-й бригады 14-й армии РККА, после чего Советская власть в Лебедине была восстановлена.
В марте 1923 года Лебедин стал районным центром Сумского округа, в феврале 1932 года вошёл в состав Харьковской области.
В 1936 г. здесь были построены аэродром и военный городок для лётчиков.
10 января 1939 года Лебедин был передан в состав Сумской области.
В ходе Великой Отечественной войны 10 октября 1941 года город был оккупирован наступавшими немецкими войсками. В период оккупации в районе действовал советский партизанский отряд, в состав которого входили жители города. В связи с переходом к обороне на Восточном фронте в 1943 году немецкое военное командование активизировало сооружение укреплений на белгородско-харьковском направлении, одним из крупных укреплённых узлов сопротивления на этом участке стал Лебедин, который был подготовлен к круговой обороне. 19 августа 1943 года в ходе Белгородско-Харьковской стратегической наступательной операции город был освобождён советскими войсками.
День освобождения города, 19 августа, считается Днём города Лебедин.
В 1953 году здесь действовали авторемонтный завод, два кирпичных завода, швейная фабрика, маслодельный завод, засолочный завод, 3 средние школы, 3 семилетние школы, 2 начальные школы, педагогическое училище, торгово-кооперативная школа, медицинская школа, музыкальная школа, Дом культуры, 3 библиотеки, кинотеатр и музей.
В начале 1970-х годов ведущими предприятиями города являлись завод поршневых колец, завод станочных узлов, два кирпичных завода, маслодельный завод, плодоовощеконсервный завод, мясокомбинат, швейная фабрика, фабрика пластмассовой фурнитуры; также здесь действовали педагогическое и медицинское училища.
В 1981 году здесь действовали завод поршневых колец, завод станочных узлов, кроватный завод, два завода стройматериалов, плодоконсервный завод, завод продовольственных товаров, маслодельный завод, комбикормовый завод, калибровочный завод, мясокомбинат, швейная фабрика, фабрика пластмассовой фурнитуры, промкомбинат, райсельхозтехника, три училища (педагогическое, медицинское и профессионально-техническое), 7 общеобразовательных школ, музыкальная школа, спортивная школа, бухгалтерская школа, автомобильная школа, больница, два Дома культуры, 4 клуба, кинотеатр, 9 библиотек и 3 музея (художественный, краеведческий и трудовой славы).

### После 1991
26 ноября 1993 года Лебедин стал городом областного подчинения.
В мае 1995 года Кабинет министров Украины утвердил решение о приватизации находившихся в городе завода станочных узлов, фабрики пластмассовой фурнитуры, АТП-15942, завода поршневых колец, завода «Темп», мясокомбината, райсельхозтехники и райсельхозхимии, в июле 1995 года было утверждено решение о приватизации завода продтоваров, специализированной ПМК № 11 и ПМК № 17.
В ноябре 1997 года было принято решение о приватизации Лебединского ХПП.
С 2004 года в Лебедине проходит фестиваль украинской песни «С именем знаменитого земляка» имени Б. Р. Гмыри.

## Население
- 1785 — 8969 человек[21]
- 1959 год — 24 741 человек[22]
- 1970 год — 29 тыс. человек[8]
- 1989 год — 32 355 человек[23]
- 2001 год — 28 814 человек[24]

На 1 января 2013 года численность населения города составляла 26 137 человек.

### Языковой состав
Родной язык населения по данным переписи 2001 года:
| Язык       | Численность, чел. | Доля     |
| ---------- | ----------------- | -------- |
| Украинский | 26 883            | 93,30 %  |
| Русский    | 1 861             | 6,46 %   |
| Другое     | 70                | 0,24 %   |
| Итого      | 28 814            | 100,00 % |

В настоящее время украинский язык является официальным и основным языком города.

## Известные люди

### Деятели науки и культуры

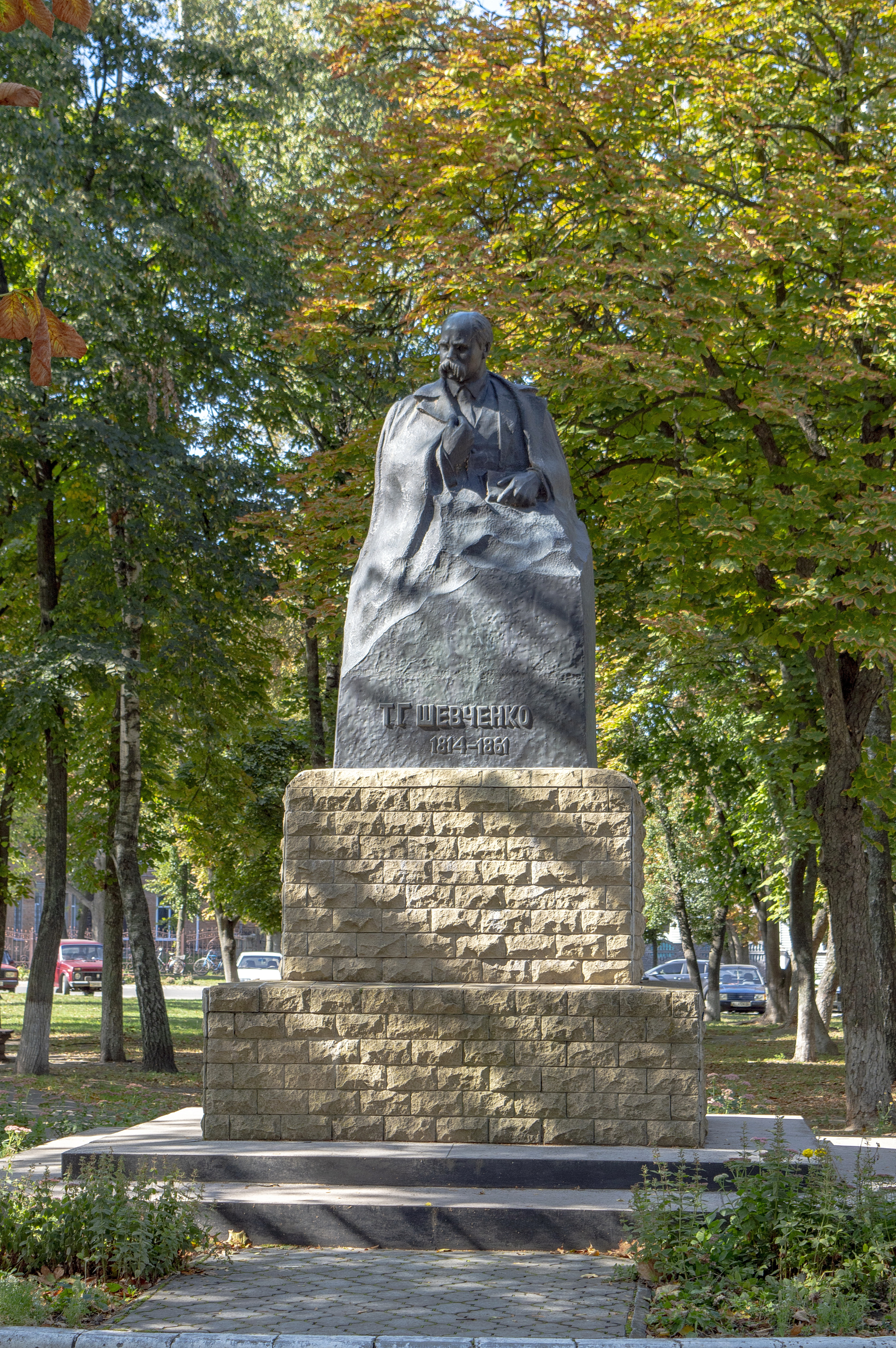
Памятник Т.Г. Шевченко

В 1782 г. в Лебедин приезжал Г. С. Сковорода. В июне 1859 г. город посетил Т. Г. Шевченко. Летом 1893 г. в Лебедине жил С. В. Рахманинов. Здесь бывали композитор П. И. Чайковский, учёные И. И. Срезневский, А. О. Потебня, писатели П. П. Гулак-Артемовский, Г. Ф. Квитка-Основьяненко и др.

### Политики
Даниленко, Владимир Андреевич — украинский политик, депутат Верховной Рады Украины, первый секретарь Сумского обкома КПУ.
Бухарев, Владислав Викторович — народный депутат Верховной Рады Украины VIII созыва. На парламентских выборах в 2014 году баллотировался по одномандатному избирательному округу № 162, прошёл в Раду, набрав 20,26 % голосов избирателей. Председатель подкомитета по борьбе с организованной преступностью Комитета Верховного Совета Украины по вопросам законодательного обеспечения правоохранительной деятельности на территории Украины. Член Фракции «Батькивщина».
Камчатный Валерий Григорьевич, народный депутат Украины 5, 6 созывов.
Мирошниченко Игорь Михайлович — украинский спортивный журналист и политик, телеведущий, член ВО «Свобода». Избран народным депутатом на парламентских выборах 2012 года (4 номер в списке ВО «Свобода»). Заместитель председателя Комитета Верховной Рады Украины по вопросам свободы слова и информации. Заслуженный журналист Украины.

### В городе родились
- Белый, Богдан Владимирович — посол Украины в Азербайджане[28][29].
- Бразоль, Юлия Николаевна (1856—1919) — российский живописец, график и скульптор.
- Бухарев Владислав Викторович — генерал-полковник, председатель Службы внешней разведки Украины, первый заместитель председателя Службы безопасности Украины, народный депутат Украины, Почётный гражданин г. Лебедин.
- Власов, Павел Николаевич — заслуженный лётчик-испытатель, герой Российской федерации.
- Гмыря, Борис Романович — оперный и камерный певец, народный артист СССР (1951).
- Кричевский, Фёдор Григорьевич — художник, заслуженный деятель искусств УССР (1940).
- Ляшко, Николай Николаевич — советский писатель.
- Таранушенко, Стефан Андреевич — искусствовед, историк архитектуры, музейный деятель.

## Символика
Нынешний герб Лебедина является гласным: Согласно официальному описанию герба 1781 года, имя своё город получил от лебедей.
21 сентября 1781 года герб города утвердил Сенат Российской Империи и подписала лично Императрица Всероссийская Екатерина Великая. Герб был утверждён в один день со всеми 15-ю гербами уездных городов и губернского центра Харьковского наместничества; в тот же день были утверждены и гербы соседнего Воронежского наместничества. Герб является «новым», то есть не историческим, а составлен незадолго до утверждения — между 1775 и 1781 годом (не включён в изданный в 1775 Гербовник Щербатова). Отличительной особенностью «новых» гербов являлось деление щита на два поля — верхнее, с гербом наместничества (губернского центра), и нижнее — с гербом самого города. По русским геральдическим правилам с последней трети 17 века в верхней половине т. н. «нового» (не исторического) герба должно было находиться изображение герба губернского города, а в нижнем — эмблема подчинённого города.
На гербе изображён в верхнем зелёном поле рог изобилия с плодами и цветами + жезл Меркурия, символизирующий торговлю и процветание (герб Харьковского наместничества); в нижнем поле на золотом фоне — лебедь, что означает птицеводство, изобилие данной птицы и само имя города.

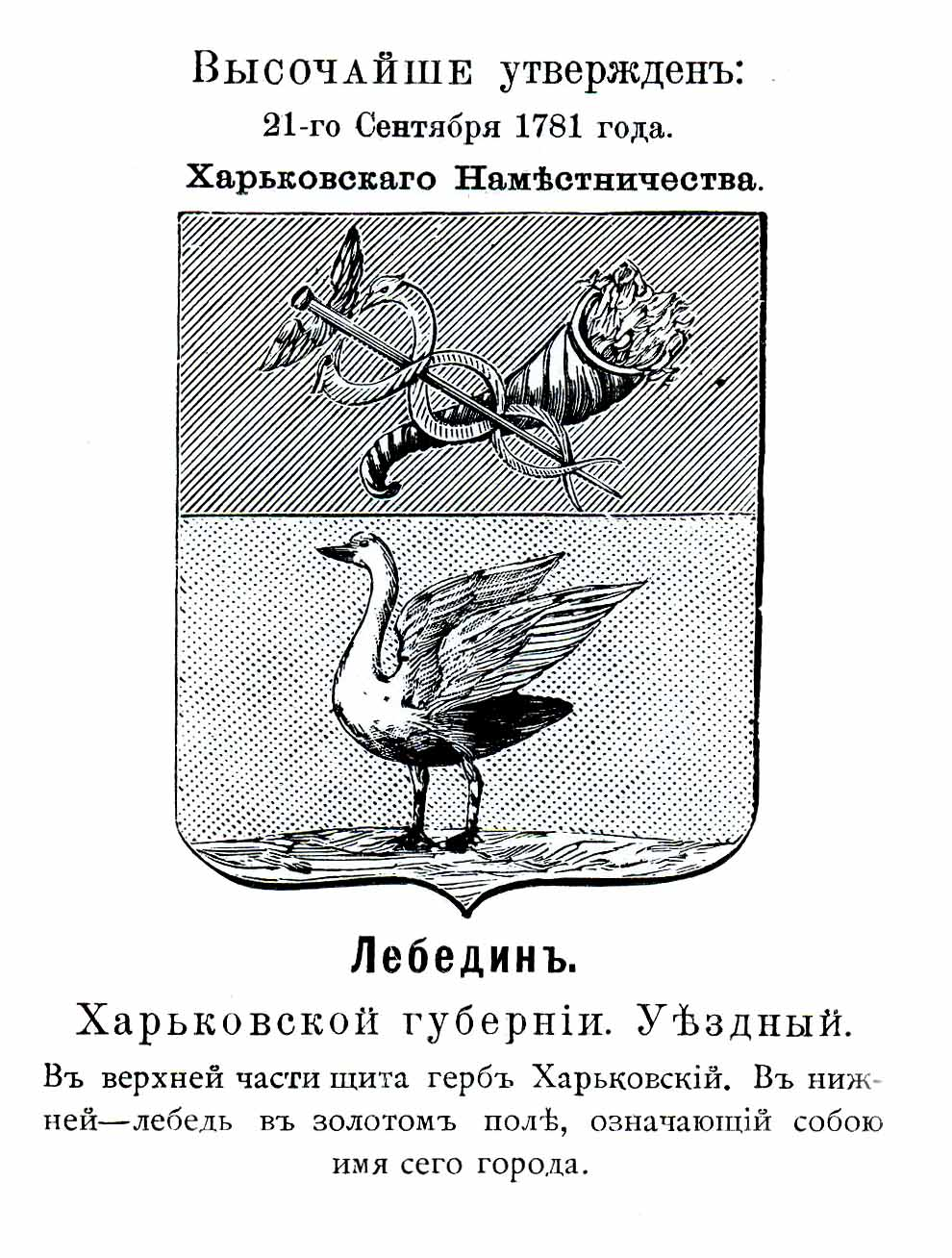
Герб города с официальным описанием. 1781
Оригинал герба на карте города 1787 года
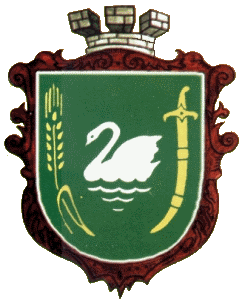
Современный герб конца 1990-х годов

Интересно, что в гербе Лебедина художник 18 века нарисовал не лебедя, а гуся (хотя описан лебедь). В современном гербе (автор Андрей Рудь), утверждённом во второй половине 1990-х годов, изображён уже лебедь, только не в золотом поле, а в зелёном.

## Культура
Действуют городской художественный музей, три библиотеки, городской центр культуры и досуга, детская школа искусств, спортивная школа, дом детского и юношеского творчества, станция юных техников, другие организации.
Народные умельцы художественной самодеятельности города и отдельные исполнители стремятся донести до зрителя всю красоту народной песни, танца. Значительный вклад в пропаганду национальной культуры Сумщины сделали участники самодеятельного народного ансамбля МЦКД «Лебединая песня», хор ветеранов 43-й ракетной дивизии, самодеятельные народные коллективы — группа «Баль», «Стрела», хореографический коллектив «Радуга» и хореографический коллектив «Подсолнух».
Самодеятельный народный вокальный ансамбль МЦКД «Лебединая песня» является источником вдохновения для воплощения творческих замыслов. Это от них струится негаснущие любовь к народной песне. Руководитель хореографического коллектива «Подсолнух» — Капуста Ирина Александровна, создаёт чрезвычайно интересные танцевальные композиции, хорошо известны не только жителям города, но и за его пределами.